# أولاد أحمد (بني حماد)
أولاد أحمد هو دُوَّار يقع بجماعة كاف الغار، إقليم تازة، جهة فاس مكناس في المملكة المغربية. ينتمي الدوّار لمشيخة بني حماد التي تضم 6 دواوير. يقدر عدد سكانه بـ 219 نسمة حسب الإحصاء الرسمي للسكان والسكنى لسنة 2004.

## روابط خارجية
- البوابة الوطنية للجماعات الترابية
- المندوبية السامية للتخطيط